# قاسم أباد (بمبور الغربي)
قاسم أباد (بالفارسية: قاسم‌آباد) هي منطقة سكنية تقع في إيران في قسم بمبور الغربي الريفي. يقدر عدد سكانها بـ 2,196 نسمة .